# نيكولا بورن
نيكولا بورن (بالألمانية: Nicolas Born)‏ (و. 1937 – 1979 م) هو شاعر، ومؤلف، ومترجم، وكاتب ألماني، ولد في دويسبورغ، توفي عن عمر يناهز 42 عاماً، بسبب سرطان.

## التعليم
تعلم في برنامج الكتابة الدولي ‏.

## جوائز
حصل على جوائز منها:
- جائزة المنافسة العامة  [لغات أخرى]‏ (1946)
- قائد الفنون والآداب

## وصلات خارجية
- نيكولا بورن على موقع IMDb (الإنجليزية)
- نيكولا بورن على موقع مونزينجر (الألمانية)
- نيكولا بورن على موقع أول موفي (الإنجليزية)
- نيكولا بورن على موقع ديسكوغز (الإنجليزية)
- نيكولا بورن على موقع قاعدة بيانات الفيلم (الإنجليزية)
- نيكولا بورن على موقع كينوبويسك (الروسية)